# Cyphonisia manicata
Cyphonisia manicata is een spinnensoort uit de familie Barychelidae. De soort komt voor in Bioko.